# Aeropuerto de Córdoba (España)
El aeropuerto de Córdoba (IATA: ODB, OACI: LEBA) es un aeropuerto español de Aena que se encuentra en la ciudad de Córdoba y que actualmente se encuentra en categoría 7 desde las reformas y ampliaciones del pasado 1 de Julio. Sus códigos son ODB y LEBA, en las nomenclaturas IATA y OACI respectivamente. 
A efectos aeronáuticos, es un aeropuerto abierto al tráfico nacional e internacional de países firmantes del Acuerdo de Schengen, en el que se presta el servicio AFIS (Servicio de Información de Vuelo de Aeródromo). En su mayoría, es utilizado por empresas de tratamientos agrícolas, traslados de órganos hacia y desde el centro de trasplantes al hospital Reina Sofía, vuelos militares, vuelos chárter de pasajeros, fotografías aéreas, cursos de pilotaje, escuelas de paracaidismo y otros trabajos aéreos.

## Historia
Tras la hazaña del primer planeo documentado por Abbás Ibn Firnás en 875, el primer vuelo cordobés sería documentado el 19 de mayo de 1910 por un aviador llamado Bernier, lo que llevó en los años 1930 a la creación de un aerodrómo desde el que se llevaron a cabo vuelos militares durante la guerra civil española por los aviones Breguet 19, Nieuport-52 y Aero-101.
A finales de la década de 1950, diversos colectivos y particulares de Córdoba promovieron una campaña para la construcción de un aeropuerto comercial. La iniciativa tuvo poca acogida en el Ministerio del Aire, por lo que el Ayuntamiento de Córdoba, bajo directrices del alcalde Antonio Cruz Conde y del arquitecto José Rebollo Dicenta, tuvo que hacerse cargo de los pagos. El proyecto fue aprobado por el Consejo de Ministros el 14 de septiembre de 1956 a cambio de que, una vez estuvieran terminadas las obras, el aeropuerto sería cedido al Estado.
El aeropuerto fue inaugurado el 25 de mayo de 1958, aunque la autorización de tráfico aéreo no llegó hasta el mes de octubre. El 5 de noviembre se produjo el primer vuelo hacia Madrid con la compañía Aviaco, utilizando un cuatrimotor Heron de doce plazas, que más tarde sería sustituido por un DC-3. La línea Córdoba-Jerez se inauguró en 1960, aunque su baja rentabilidad obligó al Ayuntamiento y la Diputación a pagar la mitad de los gastos para mantenerla.
En 1965, como indicaba el acuerdo de su construcción, entró a formar parte de Patrimonio de Estado, quedando adscrito al Ministerio del Aire. Tras serios problemas económicos, la empresa Aviaco dejó de operar en el aeropuerto en 1967, aunque volvió a retomarlos dos años después por la aportación del 60% de las plazas por parte de la Diputación. No obstante, en 1980 Aviaco terminó definitivamente con sus líneas comerciales en Córdoba. Ese mismo año se produjeron la ampliación y remodelación de la terminal. En 1983 la empresa mallorquina Air Condal comenzó a operar vuelos a Madrid y Palma de Mallorca, aunque únicamente estuvieron operativos dos años. En 1995 se produjo una nueva ampliación de la pista de vuelo.
Durante un corto período, en 2008, la aerolínea Flysur operó desde este aeropuerto vuelos a Vigo, Barcelona y Bilbao, siendo las únicas líneas regulares que salieron desde él en mucho tiempo. En la actualidad, la aerolínea Trabajos Aéreos Espejo ofrece un servicio de Aerotaxi a multitud de destinos.
El 6 de diciembre de 2023 despegó, tras 15 años de ausencia, un vuelo comercial con 179 pasajeros a bordo. Se trataba de un vuelo chárter con destino Praga organizado por Mapatours como parte de un paquete vacacional. El avión utilizado fue un Airbus A320 de la compañía Czech Airlines.
Para el verano de 2024 vuelven los vuelos regulares con Air Nostrum. La aerolínea tendrá desde el aeropuerto cordobés dos rutas con Mallorca y Gran Canaria durante el verano, con un total de 48 vuelos programados.

## Aerolíneas y destinos
| Ciudades          | Nombre del aeropuerto                          | Aerolíneas                                   |
| España            | España                                         | España                                       |
| ----------------- | ---------------------------------------------- | -------------------------------------------- |
| Islas Baleares    |                                                |                                              |
| Palma de Mallorca | Aeropuerto de Palma de Mallorca                | Air Nostrum (Estacional)                     |
| Canarias          |                                                |                                              |
| Gran Canaria      | Aeropuerto de Gran Canaria                     | Binter (Estacional)                          |
| Cataluña          |                                                |                                              |
| Barcelona         | Aeropuerto Josep Tarradellas Barcelona-El Prat | Vueling (Inicia el 18 de septiembre de 2025) |

## Horarios
Su horario operativo se realiza entre las 9 horas hasta las 20 horas y se divide en dos franjas, según el tipo de vuelo. Para vuelos comerciales, tiene el llamado "horario de uso público", que coincide con el horario del servicio AFIS, de 12:00h a 15:00h de lunes a viernes, aunque se puede pedir ampliación. Los vuelos comerciales no podrían operar en el resto del horario, llamado Horario de Uso Restringido, salvo petición de ampliación.

## Características

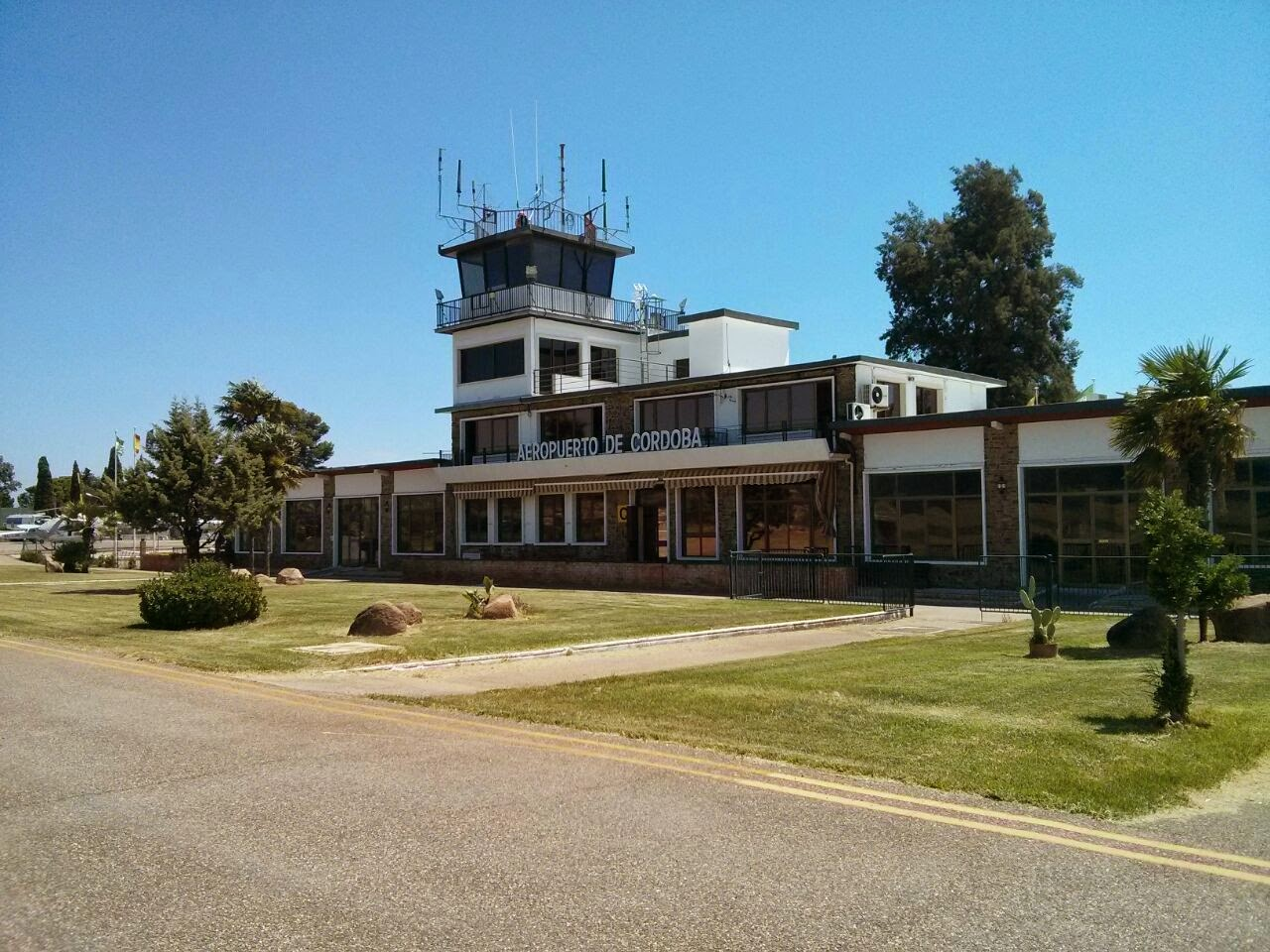
Terminal del Aeropuerto de Córdoba

La terminal de pasajeros está situada en la planta baja del edificio principal e incluye la zona de salidas, llegadas, cafetería, servicios y oficinas de administración. El aeropuerto dispone también de un edificio de servicios y de una zona de aviación general, que cuenta con hangares, almacenes y oficinas.
El tráfico existente en el aeropuerto de Córdoba corresponde principalmente a vuelos de aviación general. En el año 2008, gestionó 22.268 pasajeros, con una estacionalidad muy marcada en los meses de verano, lo que lo convierte en uno de los aeropuertos públicos de España de menor tráfico de pasajeros.
La actividad aeroportuaria no tiene gran incidencia en la actividad de la ciudad de Córdoba ni de la provincia en general debido a la ausencia de vuelos regulares, si bien tiene un alto impacto en el Hospital Universitario Reina Sofía debido a la cantidad de trasplantes que son realizados en este centro sanitario y cuyos órganos llegan por vía aérea. Aun así, en los últimos años se han llevado a cabo una serie de mejoras, entre las que cabe destacar el acondicionamiento de la pista de vuelo y de la plataforma.

## Ampliación
El 31 de julio de 2007, la alcaldesa de Córdoba, Rosa Aguilar, junto con el teniente de alcalde Rafael Blanco Perea, y el teniente de alcalde de urbanismo de la capital cordobesa, se reunieron con responsabilidades de la empresa AENA (Aeropuertos Españoles y Navegación Aérea) con la intención de desatascar las propuestas de ampliar el recinto de aviación situado a 6 kilómetros al suroeste de Córdoba.
El acuerdo consiste en que en un plazo de dos años, se encuentre operativo una nueva plataforma, una nueva torre de control y todas las instalaciones necesarias, para albergar vuelos comerciales, ampliando la pista de vuelo hasta los 2.050 metros de largo de umbral a umbral (2.285 metros utilizables) y 45 metros de ancho.
Para esto, AENA deberá encargarse de las expropiaciones de los terrenos aledaños, para que la obra pueda ser efectiva, y por tanto, se complete finalmente en el verano de 2009.
A mediados de junio del 2009, el derribo de las viviendas afectadas por la ampliación del aeropuerto superaba el 50% y la torre de control provisional se encontraba completamente terminada y a espera de la contratación de controladores aéreos.
Durante el mes de agosto del 2010, se cerró la pista de vuelo para proceder a su ampliación, limitándose durante el mes que estuvo cerrado a movimientos de helicópteros. Tras la finalización de las obras de ampliación de la pista, las dimensiones de la franja son de 2.410 metros de largo y 300 de ancho.
En diciembre de 2014 el Tribunal de Cuentas de la Unión Europea reconoció que se ha despilfarrado el dinero en la ampliación de varios aeropuertos de España, y entre ellos ponía el ejemplo del aeropuerto cordobés. El proyecto de la ampliación suponía un total de 179.000 viajeros anuales pero en 2014 solo lo usaron 7000.